# Tijd van Isin en Larsa
| Geschiedenis van Mesopotamië Isin-Larsa Tijd: 2004-1760 Vondsten uit de Isin-Larsa-periode |                                              |                                              |                                              |                                                                        |                                                                        |                                                                        |                                                                        |
| Prehistorisch Mesopotamië pre–3100 v. Chr. Hassunacultuur 6400-5800 Samarracultuur 5500-4800 Halafcultuur 5500-4500 Obeidcultuur 5500-4000 Urukperiode 4000-3100                              |                                              |                                              |                                              |                                                                        |                                                                        |                                                                        |                                                                        |
| Sumerië Jemdet Nasr-periode 3100-2900 Vroeg-dynastieke periode 2900-2350 Ebla 2500-2350 — Mari 2900- 1750 Akkadische Rijk 2350-2150 Guti-overheersing 2212–2120 Neo-Sumerische Rijk 2120–2004 |                                              |                                              |                                              |                                                                        |                                                                        |                                                                        |                                                                        |
| Tijd van Isin en Larsa 2004–1763 v. Chr. | Tijd van Isin en Larsa 2004–1763 v. Chr.     | Tijd van Isin en Larsa 2004–1763 v. Chr.     | Tijd van Isin en Larsa 2004–1763 v. Chr.     | Oud-Assyrische periode 2000–1756 v. Chr.                               | Oud-Assyrische periode 2000–1756 v. Chr.                               | Oud-Assyrische periode 2000–1756 v. Chr.                               | Oud-Assyrische periode 2000–1756 v. Chr.                               |
| Babylonië Oud-Babylonische Rijk 1750-1595 |                                              |                                              |                                              |                                                                        |                                                                        |                                                                        |                                                                        |
| Karduniaš 1590-1100 Midden-Babylonische Rijk | Karduniaš 1590-1100 Midden-Babylonische Rijk | Karduniaš 1590-1100 Midden-Babylonische Rijk | Karduniaš 1590-1100 Midden-Babylonische Rijk | Mitanni 15e eeuw Midden-Assyrische Rijk 1400-1200 Hanigalbat 1400-1200 | Mitanni 15e eeuw Midden-Assyrische Rijk 1400-1200 Hanigalbat 1400-1200 | Mitanni 15e eeuw Midden-Assyrische Rijk 1400-1200 Hanigalbat 1400-1200 | Mitanni 15e eeuw Midden-Assyrische Rijk 1400-1200 Hanigalbat 1400-1200 |
| Nieuw-Assyrische Rijk 900-609 |                                              |                                              |                                              |                                                                        |                                                                        |                                                                        |                                                                        |
| Nieuw-Babylonische Rijk 626-539 |                                              |                                              |                                              |                                                                        |                                                                        |                                                                        |                                                                        |
| Portaal Geschiedenis Portaal Mesopotamië |                                              |                                              |                                              |                                                                        |                                                                        |                                                                        |                                                                        |

De tijd van Isin en Larsa is 2004 v.Chr. - rond 1760 v.Chr. een periode in de geschiedenis van Mesopotamië die ruwweg duurde van de val van de stad Ur die daarvoor de hoofdstad van het rijk van Ur III geweest was tot de vereniging van Mesopotamië onder Hammurabi van Babylon en de stichting van het Oud-Babylonische Rijk
De periode wordt gekenmerkt door fragmentatie in tegenstelling tot de voorafgaande periode die juist centralisatie te zien gegeven had. De fragmentatie was bij tijden vrij extreem. Er was soms een klein honderdtal rijken en rijkjes, meestal gegroepeerd rond zo'n zestal grotere mogendheden. De naam van het tijdvak verwijst naar de steden Isin en Larsa, de twee belangrijkste rivalen in de strijd in het zuiden om de hegemonie over het land en het koningschap van Sumer en Akkad, zoals eerdere heersers van Ur III (en het Akkadische Rijk daarvoor) zich graag betitelden. De strijd bleef echter niet tot het Sumerische zuiden beperkt.

## De strijdende partijen

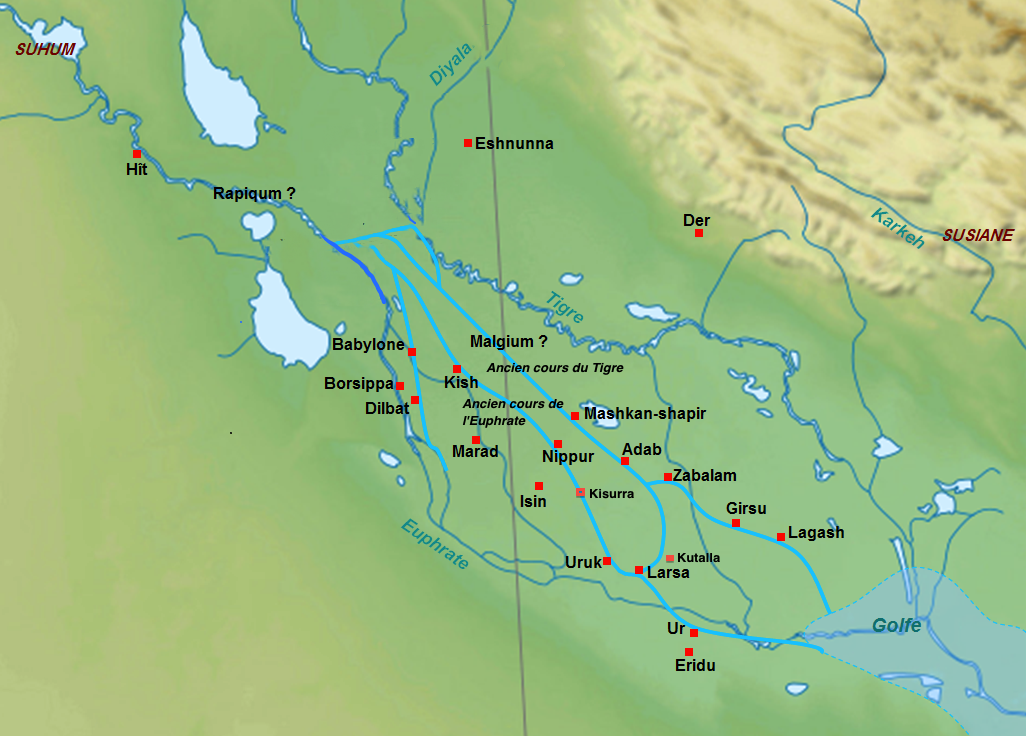
Het strijdtoneel; Mari ligt verder NW. De Eufraat en Tigris zijn steeds verder van elkaar gaan stromen.

In het begin waren er twee voornaamste partijen die streden om Sumer en Akkad onder hun gezag te herenigen:
1. De stad Isin, die aanvankelijk Ur, Eridu en Uruk beheerste; de dynastie werd door Ishbi-Irra gesticht, een generaal van Ibbi-Sin, de laatste koning van Ur III.[2]
2. De stad Larsa

Er waren echter soms ook andere partijen:
1. De stad Babylon, die nooit veel betekend had, maar nu in opkomst was
2. De stad Ešnunna in het noorden
3. De stad Mari die gewoonlijk een afzonderlijk rijk aan de Eufraat beheerste
4. Ekallatum, nabij Assur
5. Qatna en Aleppo, in wat nu Syrië heet
6. Ansan in Elam

## De twistappels
Er zijn een aantal steden waarom gevochten werd en die soms min of meer onafhankelijk en dan weer vazallen waren en zelfs verwoest werden. Zij wisselden vaak van eigenaar.

### Ur
De stad Ur was de onbetwiste hoofdstad van het rijk van Ur III geweest en genoot daardoor zowel religieus als politiek hoog aanzien In het Ur van Ur III werd maar een koning l u g a l genoemd. Alle andere machthebbers, zelfs die van het verre Anšan, dat niet minder machtig was, werden afgedaan als é n s i. In het begin van de tijd van Isin en Larsa wierpen de koningen van eerst Isin en later Larsa zich graag op als de rechtmatige erfgenamen van het vergane rijk en noemden zich koning van Ur of koning van Sumer en Akkad. Er werd fel strijd gevoerd om het bezit van de stad om het oude rijk te herstellen. Later kwam dat meer op de achtergrond. De laatste die een dergelijke politiek voerde was Sumuel van Larsa. Zijn politiek werd echter in Larsa zelf verguisd. Ur zou nooit meer hoofdstad worden.

### Uruk
Deze stad was lang loyaal aan Isin toen de koningen van deze stad zich nog opwierpen de legitieme erfgenamen van Ur III te zijn. Maar Isin zag zich onder Lipit-ishtar (1934-1924) gedwongen de stad Ur aan Larsa af te staan. Enlil-bani (1860-1837) van Isin gaf alle pretentie van koninklijke hymnografie, het onderkoningschap en andere koninklijke titels van Ur III op. Daarna moet Sin-Kashid van Uruk zich tot ware erfgenaam van Ur opgeworpen en in Uruk een nieuwe dynastie gevestigd hebben. Pogingen ook de oude hoofdstad Ur in te nemen faalden, getuige inscripties van Siniqisham van Larsa aldaar. Maar Sin-Kashid huwde de dochter van Sumulael (1880-1845) van Babylon en zo ontstond er een bondgenootschap van Uruk met Babylon dat tot in de volgende eeuw zou voort duren. An-am van Uruk, zoon van Ilan-shemea, (ca 1821-1817), een van zijn opvolgers, schreef een brief aan Sin-muballit (1812-1793) van Babylon. An-ams opvolger Irdanene (ca 1816-1810) onderhield vriendschappelijke betrekkingen met Isin, maar een alliantie van Isin en Uruk werd in 1810 door Rim-Sin van Larsa verslagen en Irdanene werd gevangen genomen.

### Kisurra
Deze stad lag midden tussen Larsa, Uruk en Isin en was zelf nooit zo machtig, hoewel er in deze periode wel een aantal min of meer zelfstandige vorsten het bewind over de stad gevoerd hebben. Vlak na de val van Ur (2004) is er weinig twijfel dat de stad onderhorig was aan Ishbi-Irra van Isin en dat bleef zo tot ongeveer 1923. Daarna veroverde Gungunum van Larsa de stad op Lipit-Ishtar van Isin. Ur-Ninurta van Isin nam de stad weer in bezit (1921), maar nog vóór zijn 23e jaar (1910) was het weer in handen van Gungunum.
Daarna wordt de situatie minder duidelijk. Mogelijk was de stad onderwijl een tijdje onder het bewind van Uruk onder hun koningen Alila-ḫadûm en Sumu-binasa geweest. Na 1910 zou de stad onder Itūr-Šamaš een tijdje onafhankelijk geweest kunnen zijn. Zijn regeringduur kan zo kort als 5 en zo lang als 14 jaar geweest zijn. Na ca. 1898 worden er jaarnamen van Bur-Sin van Isin aangetroffen in de stad. Vanaf 1889 is dat echter Sumuel van Larsa, onderbroken door Sumulael van Babylon in 1878, daarna weer Sumuel (Larsa) tot ca. 1866, afgelost door Erra-imitti van Isin. Deze reeks vreemde heersers werden echter waarschijnlijk onderbroken door een aantal lokale vorsten: Ubaya (vlak na Bur-Sin?), Ṣallum (één jaar tot 1886?), Zikrû (1884-1879?), Manabalte-El (vóór 1869?) en (na Erra-Imitti) Ibni-šadûm. Sumuel van Larsa trachtte in deze tijd de stad onder controle te krijgen maar moest er vier keer op de troon terugkeren.
Rond 1850 maakte Enlil-bani van Isin voorgoed een einde aan de onafhankelijke koningen van Kisurra maar de stad bleef stuivertjewisselen. Na Isin was het weer Larsa onder Sin-iddinam, een tijdje Babylon onder Sabium en daarna Larsa onder Siniqisham, Warad-Sin en Rim-Sin. De stad bleef in handen van Larsa totdat Hammurabi een einde maakte aan alle onenigheid.

### Kazallu
Van Ishbi-Irra van Isin bestaat een brief aan de vorst van Kazallu, Puzur-Shulgi, die niet anders dan een ultimatum te noemen is. Puzur-Shulgi heeft zich te onderwerpen. Na die tijd was Kazallu waarschijnlijk inderdaad een vazal van Isin. De opkomst van Larsa onder Gungunum (ca. 1920) in het zuiden verzwakte echter ook de grip van Isin op het noorden en een Amoritische krijgsman Ibni-Shadum maakte daar gebruik van een onafhankelijk koninkrijk Kazallu te stichten. De ligging van deze stad is onbekend, maar haar koningen wisten hun macht uit te breiden naar Marad en een aantal steden langs de Eufraat. Aanvankelijk kunnen de betrekkingen met Larsa vriendelijk geweest zijn, maar rond 1890 versloeg Larsa onder Sumuel het leger van Kazallu en Kish. Rond 1870 kwam Kazallu zelf onder het bewind van de koningen van Uruk die in deze tijd een bloeitijd kenden. Siniqisham van Larsa versloeg een coalitie van Uruk, Kazallu, het leger van Elam en Zambia van Isin. Echter onder Silliadad van Larsa wist Kazallu wraak te nemen en Larsa te verslaan. Dit leidde tot een machtswisseling in Larsa die het huis van Kudur-Mabuk op de troon bracht onder Warad-Sin. Hij versloeg Kazallu, bezette de stad en slechtte de stadsmuur.

### Mashkan-shapir
Deze stad bestond al in de Sargonische tijd, maar was mogelijk niet meer dan een dorp.
Het duurde tot de tijd van Isin en Larsa voordat het een stad van belang werd. Al vroeg in deze periode viel het onder Larsa, getuige een inscriptie van een van Larsa's vroegste koningen, Zabaya. Daarna is de stad een aantal keren weer aan Larsa's grip ontglipt, maar bereikte onder de laatste Larsa-koning Rim-Sin zijn hoogtepunt. Er werd flink geïnvesteerd in vestingwerken en in irrigatie-infrastructuur. Maškan-šāpir speelde een cruciale rol in de gebeurtenissen die het einde van dit tijdperk in zouden luiden. Nadat Hammurabi van Babylon Zimri-Lim van Mari overwonnen had, was het koninkrijk Larsa aan de beurt en in 1764 was Maškan-šāpir het voornaamste doelwit. Na een korte belegering viel de stad en werden enige duizenden mannen krijgsgevangen gemaakt. Daarna was Larsa zelf aan de beurt

## Tijdlijn

### Het voorspel en de achtergrond
Uitdroging door klimaatverandering en verzilting van de bevloeide akkers speelde in de periode 2300 - 1700 v.Chr. in toenemende mate een ontwrichtende rol. Dit gold niet alleen voor Mesopotamië maar ook voor de Levant en Egypte. De meren in Sahara droogden uit en de Negev was tegen 2000 v.Chr. in een woestijn veranderd. De periode overlapt ook met de Eerste Tussenperiode van Egypte (2130–1960) met zijn hongersnoden. De klaagzang die de val van Ur in 2004 bejammert, spreekt ook over honger en dorst. Dit proces dreef nomaden uit de oprukkende woestijn naar de vruchtbare bevloeide streken tussen de rivieren, in Mesopotamië met name de Amorieten.
Zij waren al sinds ca 2600 v.Chr. bekend en oorspronkelijk weidden zij hun vee in het noordwesten, waar nu Syrië ligt. Maar in de Isin-Larsa-tijd hadden zij zich al op vele plaatsen metterwoon gevestigd. Van nomadisme is zelfs geen enkel bewijs in de gevonden bronnen. De koningen van Ur III hadden tevergeefs geprobeerd hun opmars te stuiten. Onder Šulgi werd begonnen met de bouw van de b à d   m a - d a , de wal van het land die waarschijnlijk 63 km lang was, hoewel er geen archeologische resten van gevonden zijn. Šu-Sin voegde er rond 2034 de Muriq Tidnim aan toe, de muur tegen de Tidnum, een Amorietenstam. De vijandige Amorieten zijn de vlakten binnengevallen, klaagt een document. De Amorieten, een teisterend volk met het instinct van een hond, zoals wolven zegt een ander. Ze worden als boosaardige beesten afgeschilderd, maar langzamerhand treden ze in dienst als huursoldaten, klimmen ze op tot veldheren en worden zo een machtsfactor van belang.
De zwakke koning Ibbi-Sin verloor de controle over zijn eigen generaals en gouverneurs, zoals die in Isin. Ook Ešnunna, Susa, Umma, Lagaš en Nippur scheidden zich af
Het ooit machtige rijk van Ur III werd een soort mislukte staat waarin de koning niet veel meer dan zijn eigen stad beheerste. De buren, Elam, dat zelf door de Shimashki beheerst werd, maakte van de zwakte gebruik om een inval te doen en de hoofdstad te veroveren. Het gevolg was het verdwijnen van het centrale gezag van het Ur III-rijk en het ontstaan van een machtsvacuüm.

### Het begin 2004-1922; hegemonie van Isin
De tijd van Isin en Larsa beslaat niet minder dan twee en een halve eeuw en er is in die tijd veel gebeurd waarover maar weinig bekend is. Dat geldt vooral voor de eerste jaren na de val van Ur. We weten dat de stad door de mannen van Šimaški (Elam) een aantal jaren bezet geweest is en daana door Ishbi-Irra van Isin ingenomen is. Deze vorst van Isin die eerder tegen de laatste vorst van Ur, Ibbi-Sin, in opstand kwam, wierp zich op als zijn legitieme opvolger en koning van Sumer en Akkad. Wat er in Larsa gebeurde is niet duidelijk. De koninglijst van Larsa, pas later onder Samsu-iluna samengesteld, beweert dat ene Iemṣium er koning werd en er 28 jaar regeerde. Of dat inderdaad zo was en hoe hij zich verhield met het hof van Isin is geheel duister. Er is echter een tekst uit jaar 16 van Ishbi-Irra waarin vermeld wordt dat er vanuit Isin een levering van koperen voorwerpen, mogelijk wapens, en 20 leren schilden naar Larsa gestuurd werd. Dit zou in het tweede regeringsjaar van Iemṣium geweest zijn en aanduiden dat Larsa aanvankelijk op goede voet met Isin stond.

### De inname van Ur ~1922. De opkomst van Larsa.
Pas onder Gungunum van Larsa verandert dit beeld duidelijk. Hij is de eerste koning van Larsa waar behoorlijk wat over bekend is. In zijn tiende regeringsjaar neemt hij het bewind over de oude hoofdstad Ur over. Hoe dit precies gebeurde is minder duidelijk. Het is mogelijk dat het op vreemzame wijze geschiedde om de stad tegen andere Amoritische vorsten te beschermen. De gebeurtenis valt in de tijd min of meer samen met een dynastieke verandering in Isin waarbij Lipit-ištar opgevolgd werd door Ur-Ninurta. In Gungunums jaar 13 bevestigde hij Lipit-ištars dochter, Enninsunzi, als entum van Ningublaga in Ur. Mogelijk steunde hij de aanhangers van de oude dynastie in Isin daarmee. Zeker is dat hij op voet van oorlog stond met de nieuwe koning Ur-Ninurta.

### De 19e eeuw. Een eeuw van strijd met nieuwkomers
Met Gungunum ontbrandde de strijd tussen Isin en Larsa pas goed en dit zou de hele 19e eeuw zo doorgaan. Na de dood van Gungunum ging Isin onder Ur-Ninurta in de tegenaanval en veroverde Nippur en enige andere steden langs het Kishkattum-kanaal. Larsa wist onder Abisare de opmars te stuiten met een overwinning op Isin bij de stad Adab. Onder Sumuel trachtte Larsa achter Isins rug om een grip op het noorden te krijgen. Het versloeg Kazallu en Kish en veroverde een plaatsje Eduru-Nanna-isa. Dit lag heel strategisch omdat het de watertoevoer naar Isin beheerste. Sumuels poging om Isin droog te leggen mislukte echter.
Larsa kreeg hiermee langzamerhand de bovenhand, maar in beide steden zijn er in het midden van de eeuw opvallend veel koningen die maar kort regeren, wat op interne instabiliteit wijst.
De eindeloze strijd in het zuiden leidde tot een verschuiving van het politieke centrum. Onderwijl waren er in noordelijker streken van Mesopotamië belangrijke nieuwe ontwikkelingen. Onder de Amorieten ontstond er een nieuw koninkrijk in Babylon. Hoewel er wat twijfelachtige eerdere verwijzingen zijn, is een jaarnaam van de Akkadische koning Shar-Kali-Sharri (rond 2219-2194 v.Chr.) de eerste zekere verwijzing naar deze stad. De jaarnaam verwijst naar bouwactiviteiten aan de tempel van Annunītum en Il-Baba. Onder Ur III werd de stad door e n s i's bestuurd, waarvan er een zestal bij naam bekend zijn. Er werd ook b a l a  betaald. Echter, na de val van Ur (2004) tot aan Sumu-abum is er niets over Babylon bekend. De eerste echte onafhankelijke koning van Babylon, Sumu-la-El, is pas rond 1880.
Nog verder noordelijk wist Šamši-Adad de bovenloop van beide grote rivieren in een koninkrijk van Opper-Mesopotamië te verenigen, een voorloper van het latere Assyrië. Ook Mari was enige tijd deel van dat rijk.

### Het einde van het tijdperk
Rim-Sin van Larsa slaagde er in 1794 eindelijk in Isin in te nemen en zo kwam er een eind aan de rivaliteit en bittere strijd tussen beide steden, maar niet aan het tijdperk van oorlog op oorlog dat Mesopotamië teisterde. De reden was het noorden. Het rijk van Opper-Mesopotamië dat de bovenloop van beide rivieren besloeg overleefde de dood van Šamši-Addu (1776) niet lang. Spoedig had Mari weer een eigen koning Zimri-Lim. Ešnuna probeerde het noordelijke rijk over te nemen maar een bondgenootschap van Mari, Babylon en Elam verhinderde dat. Elam nam Ešnuna in (1766). Maar spoedig keerde Hammurabi van Babylon zich tegen zijn bondgenoten. Eerst werd Elam een lesje geleerd. Daarna keerde hij zich tegen Larsa. Eerst nam hij Mashkan-sapir in (1764), daarna Larsa (1763). En ten slotte veroverde hij Mari (1761) en verwoestte de stad geheel (1759). Dit was het definitieve einde van de tijd van voortdurende strijd en het begin van het Oud-Babylonische Rijk. Na 245 jaar was er eindelijk vrede en eenheid, daarbij het noorden inbegrepen. Maar wel onder een macht die voorheen nauwelijks bekendheid genoot: Babylon.

## De gevolgen
De hele periode is eigenlijk één grote lange burgeroorlog en de gewone bevolking kreeg er vaak de gevolgen van te dragen. Bij veroveringen en innames van steden was er vaak een tijd van grote ontberingen zoals hongersnoden of uitbrekende epidemieën. De brief van de priesteres Ninshatapada is daar een goede getuige van.
De eeuwenlange strijd had grote gevolgen voor de cultuur van Mesopotamië, ook op het gebied van de taal. De aanvankelijk nomadische Amorieten die zich langzamerhand tot in het zuiden gevestigd hadden, speelden een belangrijke politieke rol in het drama. Toch zijn er geen geschriften in hun taal bewaard gebleven. Het West-Semitische Amoritisch was een taal die verwant was aan het Oost-Semitische Akkadisch. De Amorieten assimileerden. Amoritische namen werden onder de nieuwe heersers van Babylon snel vervangen door Akkadische. Het rijk van Ur III had vooral het accent gelegd op het niet-verwante Sumerisch, maar na de val van Ur in 2004 verschoof het accent geheel naar het Akkadisch. Het Sumerisch stierf zelfs uit als gesproken taal, hoewel het in de opleiding tot schrijver van het spijkerschrift nog twee millennia een verplicht vak bleef.